# Peter Watson
Peter Frank Patrick Watson (Birmingham, 23 de abril de 1943) es un historiador y periodista retirado británico, conocido principalmente por su trabajo en el ámbito de la historia de las ideas. Durante su anterior labor periodística, investigó a fondo las casas de subastas y el mercado internacional de antigüedades robadas.

## Primeros años
Watson asistió al Pate's Grammar School de Cheltenham. Se graduó en Psicología por la Universidad de Durham en 1964. Más tarde consiguió una beca para seguir estudios musicales de posgrado en La Sapienza, consiguiendo finalmente un doctorado por la Universidad de Londres.

## Carrera profesional

### Periodismo (1969-1982)
Finalizada su formación universitaria, Watson hizo prácticas como psicólogo en la Clínica Tavistock de Londres bajo la supervisión de R. D. Laing, pero abandonó la profesión tras su desconfianza hacia las teorías freudianas. Entonces inició su carrera como periodista, editando la primera edición de Race Today, una publicación lanzada en 1969 por el Institute of Race Relations. Trabajó para New Society entre 1970 y 1973, llegando a ser editor adjunto, y durante cuatro años perteneció al equipo de investigación de The Sunday Times (conocido como el Insight team).
Mientras trabajaba para The Sunday Times publicó el libro War on the Mind: The Military Uses and Abuses of Psychology, que sacó a la luz la experimentación psicológica llevada a cabo por diversas unidades militares durante el periodo de la Guerra Fría. Este libro, su ópera prima, tiene su origen en un encargo asignado en 1973 por el Insight team para indagar sobre las prácticas de guerra psicológica realizadas por el Ejército Británico en Irlanda del Norte durante el conflicto norirlandés. Como parte de su investigación, Watson visitó la base estadounidense de Fort Bragg en Carolina del Norte, lo que le convenció de que la psicología militar estaba más avanzada de lo que se imaginaba. Posteriormente, se trasladó a los Estados Unidos donde trabajó como corresponsal de The Times en Nueva York de 1981 a 1982.

### Desvelando el tráfico de obras de arte
Su libro de 1984 The Caravaggio Conspiracy se basa en su experiencia mientras estuvo infiltrado en los Carabinieri para investigar el robo de la Natividad con San Francisco y San Lorenzo, cuadro de Caravaggio que había sido sustraído del Oratorio de San Lorenzo de Palermo en 1969. Watson había concebido la idea de escribir un libro sobre antigüedades robadas ya en 1979, durante una huelga de impresores de The Sunday Times que había provocado la suspensión de la publicación por un periodo de once meses y que le permitió dedicar tiempo a diversos proyectos personales. Concluyó que la Natividad con San Francisco y San Lorenzo había sido robada con toda probabilidad por miembros de la Cosa nostra. Aunque no hubo éxito en la recuperación de la obra sobre la que versaba el libro, pudieron rescatarse otras seis pinturas robadas.
Watson volvió al tema del mundo del arte en Sotheby's: The Inside Story (1998). El libro acusaba a Sotheby's de vender antigüedades a sabiendas de que las mismas habían sido robadas. En una entrevista con Noah Charney para The Daily Beast, afirmó que esa investigación había dañado de tal modo la reputación de la famosa casa de subastas que varios de sus conocidos pertenecientes al mundillo del arte londinense dejaron de hablarle durante años. En un artículo publicado en 2000 en New Statesman escribía que las falsificaciones seguían suponiendo un serio problema para el mercado de las antigüedades, incluso existiendo obras antiguas falsas mostradas en museos importantes, debido a los escasos conocimientos de arqueología de algunos conservadores museísticos que facilitaba el engaño por parte de tratantes corruptos.
Un tercer trabajo sobre el mundo del arte, The Medici Conspiracy: The Illicit Journey of Looted Antiquities, from Italy's Tomb Raiders to the World's Greatest Museums (coescrito con Celia Todeschini), fue publicado en 2006. Dicho libro desentrañaba la carrera criminal del marchante de arte italiano Giacomo Medici, y cómo estuvo suministrando a varios museos durante décadas con antigüedades expoliadas y procedentes del mercado negro. Watson aportó pruebas incriminatorias durante el juicio a Medici. Watson y Todeschini fueron criticados en la New York Review of Books por no haber recogido el testimonio de ninguno de los acusados en el sumario contra Medici, aunque el propio Watson alegó que todos los imputados rehusaron hablar al respecto por lo que se vio obligado a basarse en los documentos que le facilitaron los investigadores italianos.

### Carrera posterior
Entre 1997 y 2007 Watson trabajó como investigador asociado en el Illicit Antiquities Research Centre, que pertenece al McDonald Institute for Archaeological Research de la Universidad de Cambridge. En 2009 participó en un debate organizado por Intelligence Squared en Hong Kong; junto al arqueólogo Colin Renfrew mostró su oposición a la corriente "Los tesoros culturales pertenecen a su país de origen".
Ha publicado dieciocho libros, incluyendo The German Genius, publicado por Simon & Schuster en 2010.

## Vida personal
Watson es ateo, y particularmente crítico con las religiones monoteístas. Argumenta que la psicoterapia se ha convertido en sustituta de la religión, y que la gente a menudo busca terapia más bien como forma de encontrar significado a sus vidas que para tratar patologías mentales. Es miembro del Reform Club y se describe a sí mismo como socialdemócrata en lo político.

## Obras
- War on the Mind: the Military Uses and Abuses of Psychology (1978)
- The Caravaggio Conspiracy (1984)
- Landscape of Lies (Felony & Mayhem Mysteries) (1988). Tr. española: Paisaje con mentiras, Ed. Planeta, 2007. ISBN 978-84-0807-012-2
- Wisdom and Strength, the Biography of a Renaissance Masterpiece (1989)
- The Death of Hitler: The Full Story with New Evidence from Secret Russian Archives (con Ada Petrova, 1995)
- Sotheby's: The Inside Story (1998)
- A Terrible Beauty: the People and Ideas that Shaped the Modern Mind (2000). Tr. española: Historia intelectual del siglo XX, Ed. Crítica, 2002. ISBN 978-84-8432-805-6
- The Modern Mind: An Intellectual History of the 20th Century (2001)
- Ideas: a History, from Fire to Freud (2005). Tr. española: Ideas. Historia intelectual de la humanidad, Ed. Crítica, 2006. ISBN 978-84-8432-724-0
- The Medici Conspiracy: The Illicit Journey of Looted Antiquities—From Italy's Tomb Raiders to the World's Greatest Museums (con Cecilia Todeschini, 2007)
- Ideas: a History from Wittgenstein to the World Wide Web (2 vols., 2009)
- The German Genius: Europe's Third Renaissance, the Second Scientific Revolution, and the Twentieth Century (2010)
- The Great Divide: Nature and Human Nature in the Old World and the New (2012). Tr. española: La gran divergencia: Cómo y por qué llegaron a ser diferentes el Viejo Mundo y el Nuevo, Ed. Crítica, 2012. ISBN 978-84-9892-270-7
- The Age of Nothing: How We Have Sought to Live Since the Death of God (2014). Tr. española: La edad de la nada: El mundo después de la muerte de Dios, Ed. Crítica, 2014. ISBN 978-84-9892-740-5
- Convergence: The Deepest Idea in the Universe (2016). Tr. española: Convergencias: El orden subyacente en el corazón de la ciencia, Ed. Crítica, 2017. ISBN 978-84-16771-96-7
- Fallout: Conspiracy, Cover-Up and the Deceitful Case for the Atom Bomb (2018). Tr. española: Historia secreta de la bomba atómica: Cómo se llegó a construir un arma que no se necesitaba, Ed. Crítica, 2020. ISBN 978-84-9199-214-1
- The French Mind: 400 Years of Romance, Revolution and Renewal (2022)